# إيمي بورغ
إيمي بورغ (بالألمانية: Emmy Burg)‏ هي ممثلة ألمانية، ولدت في 22 فبراير 1908 بفيسبادن في ألمانيا، وتوفيت في 7 نوفمبر 1982 ببرلين في ألمانيا.

## وصلات خارجية
- إيمي بورغ على موقع IMDb (الإنجليزية)
- إيمي بورغ على موقع ألو سيني (الفرنسية)
- إيمي بورغ على موقع قاعدة بيانات الأفلام السويدية (السويدية)
- إيمي بورغ على موقع قاعدة بيانات الفيلم (الإنجليزية)
- إيمي بورغ على موقع كينوبويسك (الروسية)